# Foncebadón
Foncebadón est une localité de la commune espagnole (municipio) de Santa Colomba de Somoza, dans la comarque de La Maragatería, province de León, communauté autonome de Castille-et-León, au nord-ouest de l'Espagne.
Cette localité est une halte sur le Camino francés du Pèlerinage de Saint-Jacques-de-Compostelle.

## Histoire
Les origines de la localité remontent au XIIe siècle, quand un ermite nommé Gaucelmo fonda un hôpital pour pèlerins ici.
Foncebadón a été abandonnée dans les années 1960-1970 à cause de la migration des gens vers les grandes villes, comme beaucoup d'autres villes de la région. Comme la localité est située sur le Camino francés vers Saint-Jacques-de-Compostelle, à mi-chemin entre Astorga et Ponferrada (deux arrêts majeurs sur le Camino), la popularité croissante du pèlerinage a provoqué sa renaissance au début du XXIe siècle comme une halte sur le Camino.

## Géographie

### Localités voisines
| Nord-ouest Matavenero et Poibueno (municipio de Torre del Bierzo) Folgoso del Monte et Castrillo del Monte (municipio de Molinaseca) | Nord Fonfría (municipio de Torre del Bierzo) | Nord-est Argañoso (es) (municipio de Santa Colomba de Somoza)                                       |
| Ouest Manjarín (municipio de Santa Colomba de Somoza)                                                                                | | Est La Maluenga, Rabanal Viejo et Rabanal del Camino (municipio de Santa Colomba de Somoza)         |
| Sud-ouest Carracedo de Compludo (municipio de Ponferrada) Prada de la Sierra (es) (municipio de Santa Colomba de Somoza)             | Sud Andiñuela de Somoza et Villar de Ciervos (es) (municipio de Santa Colomba de Somoza) Piedras Albas (es) et Busnadiego (es) (municipio de Lucillo) | Sud-est Santa Marina de Somoza et Turienzo de los Caballeros (municipio de Santa Colomba de Somoza) |

## Démographie
Selon le site officiel du gouvernement de la commune de Santa Colomba de Somoza, la population de Foncebadón est 8 habitants.

## Économie
L'économie de Foncebadón dépend principalement du pèlerinage de Saint-Jacques-de-Compostelle. En 2019, il existe cinq auberges de pèlerins et deux auberges générales dans la localité, ainsi que deux restaurants.

## Culture et patrimoine

### Pèlerinage de Compostelle

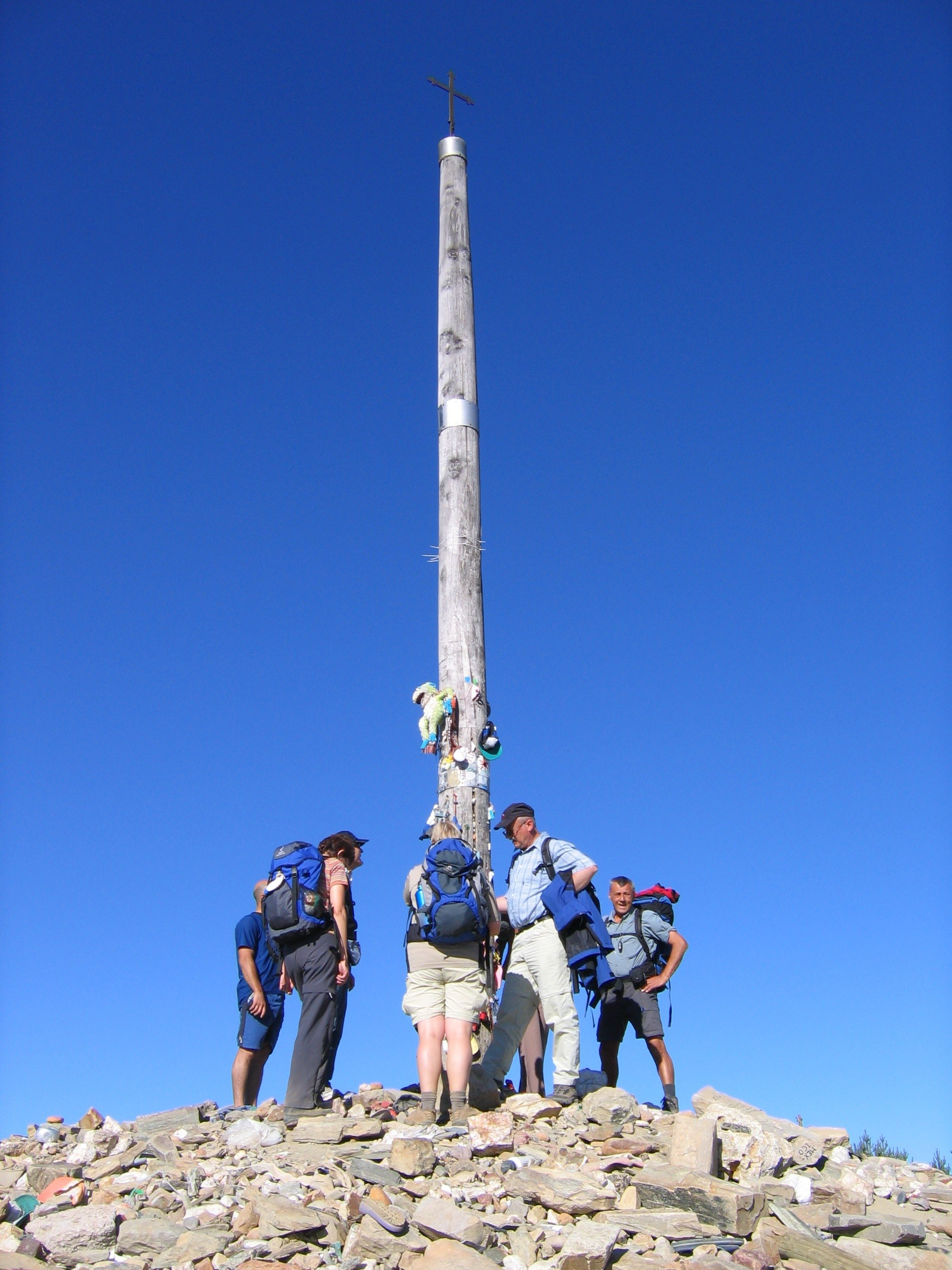
Un groupe de pèlerins au pied de la Cruz de Ferro.

Par le Camino francés du Pèlerinage de Saint-Jacques-de-Compostelle, le chemin vient de la localité de Rabanal del Camino dans le même municipio de Santa Colomba de Somoza.
La prochaine halte est la localité de Manjarín, dans le même municipio de Santa Colomba de Somoza, vers l'ouest, via la Cruz de Ferro.

### Monuments religieux

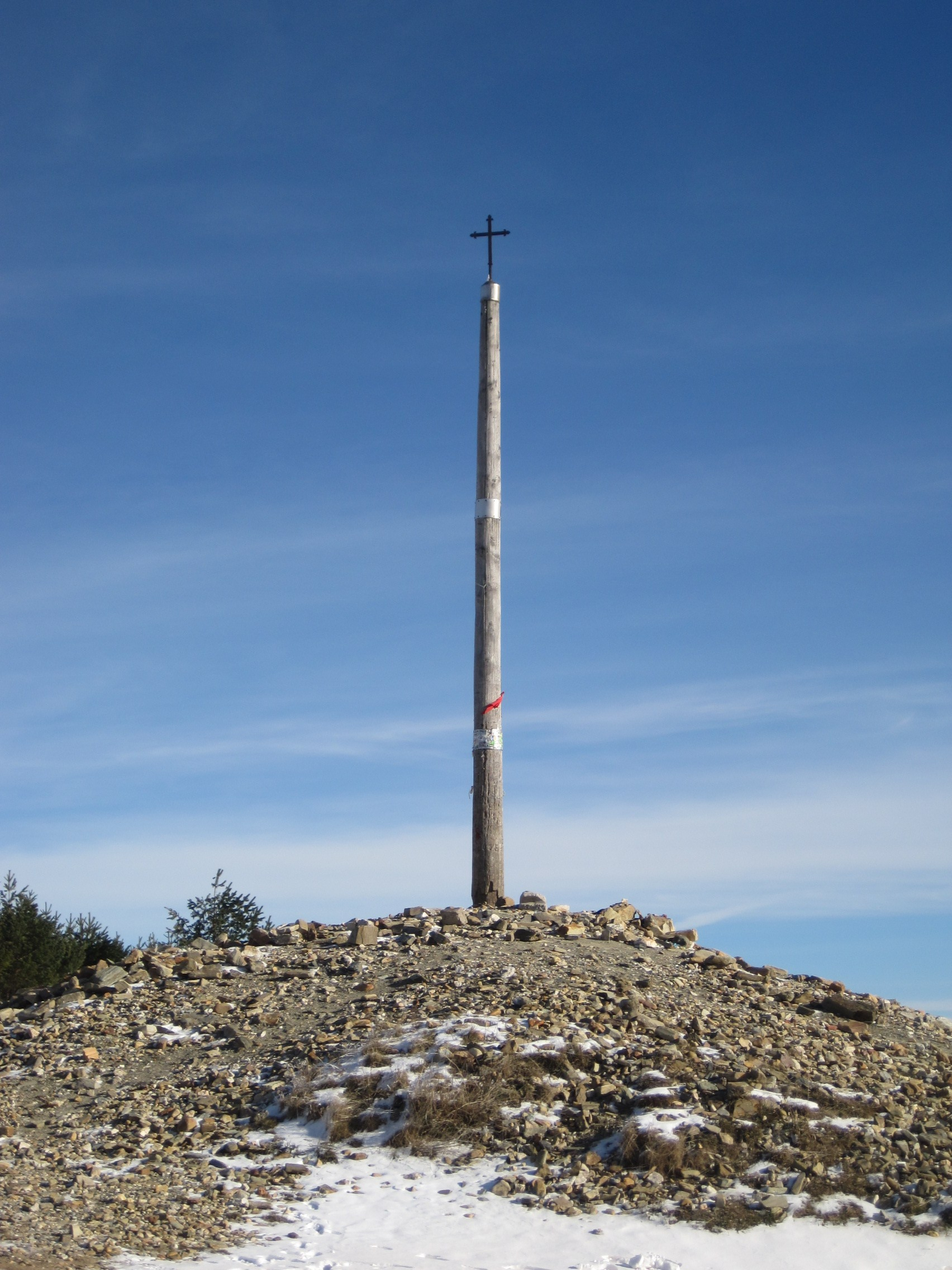
La Cruz de Ferro.

Entre Foncebadón et Manjarín se trouve une croix qui jalonne le Chemin de Compostelle : la Cruz de Ferro.

## Sources et références

### Sources
- (es) Cet article est partiellement ou en totalité issu de l’article de Wikipédia en espagnol intitulé « Foncebadón » (voir la liste des auteurs).
- (fr) Grégoire, J.-Y. & Laborde-Balen, L. , « Le Chemin de Saint-Jacques en Espagne - De Saint-Jean-Pied-de-Port à Compostelle - Guide pratique du pèlerin », Rando Éditions, mars 2006,  (ISBN 2-84182-224-9)
- (fr)« Camino de Santiago St-Jean-Pied-de-Port - Santiago de Compostela », Michelin et Cie, Manufacture Française des Pneumatiques Michelin, Paris, 2009,  (ISBN 978-2-06-714805-5)
- (fr)« Le Chemin de Saint-Jacques Carte Routière », Junta de Castilla y León, Editorial